# Pływanie na Letnich Igrzyskach Olimpijskich 1968 – 100 m stylem motylkowym kobiet
100 m stylem motylkowym kobiet – jedna z konkurencji pływackich rozgrywanych podczas XIX Igrzysk Olimpijskich w Meksyku. Eliminacje i półfinały odbyły się 20 października, a finał 21 października 1968 roku.
Mistrzynią olimpijską została reprezentantka Australii Lyn McClements, uzyskawszy w finale czas 1:05,5. Srebro, z wynikiem 1:05,8, zdobyła Ellie Daniel ze Stanów Zjednoczonych. Amerykanka Susan Shields i Holenderka Ada Kok, która była wicemistrzynią olimpijską w tej konkurencji cztery lata wcześniej, uzyskały taki sam czas (1:06,2). Sędziowie zdecydowali się przyznać brązowy medal Amerykance Shields. 

## Rekordy
Przed zawodami rekord świata i rekord olimpijski wyglądały następująco:
| Rekord            | Zawodniczka    | Czas   | Miejsce   | Data                 |       |
| ----------------- | -------------- | ------ | --------- | -------------------- | ----- |
| Rekord świata     | Ada Kok        | 1:04,5 | Budapeszt | 14 sierpnia 1965     | [ 1 ] |
| Rekord olimpijski | Sharon Stouder | 1:04,7 | Tokio     | 16 października 1964 | [ 2 ] |

## Wyniki

### Eliminacje
| Miejsce | Wyścig | Zawodniczka        | Państwo           | Czas     | Uwagi |
| ------- | ------ | ------------------ | ----------------- | -------- | ----- |
| 1.      | 3      | Lyn McClements     | Australia         | 1:06,1   | Q     |
| 2.      | 5      | Susan Shields      | Stany Zjednoczone | 1:06,2   | Q     |
| 3.      | 2      | Ellie Daniel       | Stany Zjednoczone | 1:07,2   | Q     |
| 4.      | 3      | Andrea Gyarmati    | Węgry             | 1:07,4   | Q     |
| 5.      | 2      | Tetiana Dewiatowa  | ZSRR              | 1:07,6   | Q     |
| 6.      | 1      | Heike Hustede      | RFN               | 1:07,7   | Q     |
| 7.      | 4      | Helga Lindner      | NRD               | 1:08,0   | Q     |
| 8.      | 4      | Toni Hewitt        | Stany Zjednoczone | 1:08,1   | Q     |
| 9.      | 1      | Ada Kok            | Holandia          | 1:08,5   | Q     |
| 10.     | 4      | Margaret Auton     | Wielka Brytania   | 1:08,5   | Q     |
| 11.     | 5      | Sandra Whittleston | Nowa Zelandia     | 1:08,5   | Q     |
| 12.     | 2      | Christine Strübing | NRD               | 1:09,2   | Q     |
| 13.     | 2      | Nel Bos            | Holandia          | 1:09,5   | Q     |
| 14.     | 1      | Jeanne Warren      | Kanada            | 1:10,0   | Q     |
| 15.     | 1      | Yasuko Fujii       | Japonia           | 1:10,1   | Q     |
| 16.     | 5      | Gillian Treers     | Wielka Brytania   | 1:10,6   | Q     |
| 17.     | 5      | Marilyn Corson     | Kanada            | 1:10,7   |       |
| 18.     | 2      | Oei Liana          | Republika Chińska | 1:11,2   |       |
| 19.     | 3      | Yvonne Tobis       | Izrael            | 1:12,0   |       |
| 20.     | 1      | Patricia Obregón   | Meksyk            | 1:12,4   |       |
| 21.     | 2      | Vivienne Smith     | Irlandia          | 1:13,1   |       |
| 22.     | 5      | Pauline Gray       | Australia         | 1:13,5   |       |
| 23.     | 2      | Catherine Grosjean | Francja           | 1:14,6   |       |
| 24.     | 4      | Carmen Gómez       | Kolumbia          | 1:14,7   |       |
| 25.     | 4      | Ruth Apt           | Urugwaj           | 1:15,3   |       |
| 26.     | 5      | Adriana Comolli    | Argentyna         | 1:16,5   |       |
| 27.     | 1      | Nam Sang-nam       | Korea Południowa  | 1:16,9   |       |
| 28.     | 4      | Ana Marcial        | Portoryko         | 1:17,1   |       |
| 35. !   | 1      | Elaine Tanner      | Kanada            | 9:99,9 ! | DNS   |
| 35. !   | 3      | Hedy García        | Filipiny          | 9:99,9 ! | DNS   |
| 35. !   | 3      | Ingrid Gustavsson  | Szwecja           | 9:99,9 ! | DNS   |
| 35. !   | 3      | Edit Kovács        | Węgry             | 9:99,9 ! | DNS   |
| 35. !   | 3      | Pat Chan           | Singapur          | 9:99,9 ! | DNS   |
| 35. !   | 4      | Lotten Andersson   | Szwecja           | 9:99,9 ! | DNS   |
| 35. !   | 5      | Kristina Moir      | Portoryko         | 9:99,9 ! | DNS   |

### Półfinały

#### Półfinał 1
| Miejsce | Zawodniczka        | Państwo           | Czas   | Uwagi |
| ------- | ------------------ | ----------------- | ------ | ----- |
| 1.      | Ada Kok            | Holandia          | 1:06,2 | Q     |
| 2.      | Susan Shields      | Stany Zjednoczone | 1:06,3 | Q     |
| 3.      | Andrea Gyarmati    | Węgry             | 1:06,6 | Q     |
| 4.      | Heike Hustede      | RFN               | 1:07,0 | Q     |
| 5.      | Toni Hewitt        | Stany Zjednoczone | 1:07,9 | Q     |
| 6.      | Christine Strübing | NRD               | 1:08,2 |       |
| 7.      | Jeanne Warren      | Kanada            | 1:09,7 |       |
| 8.      | Gillian Treers     | Wielka Brytania   | 1:10,6 |       |

#### Półfinał 2
| Miejsce | Zawodniczka        | Państwo           | Czas   | Uwagi |
| ------- | ------------------ | ----------------- | ------ | ----- |
| 1.      | Ellie Daniel       | Stany Zjednoczone | 1:06,1 | Q     |
| 2.      | Lyn McClements     | Australia         | 1:06,1 | Q     |
| 3.      | Helga Lindner      | NRD               | 1:07,7 | Q     |
| 4.      | Tetiana Dewiatowa  | ZSRR              | 1:08,4 |       |
| 5.      | Nel Bos            | Holandia          | 1:08,5 |       |
| 6.      | Sandra Whittleston | Nowa Zelandia     | 1:08,7 |       |
| 7.      | Margaret Auton     | Wielka Brytania   | 1:08,8 |       |
| 8.      | Yasuko Fujii       | Japonia           | 1:09,4 |       |

### Finał
| Miejsce | Zawodniczka     | Państwo           | Czas   | Uwagi |
| ------- | --------------- | ----------------- | ------ | ----- |
| 1. !    | Lyn McClements  | Australia         | 1:05,5 |       |
| 2. !    | Ellie Daniel    | Stany Zjednoczone | 1:05,8 |       |
| 3. !    | Susan Shields   | Stany Zjednoczone | 1:06,2 |       |
| 4.      | Ada Kok         | Holandia          | 1:06,2 |       |
| 5.      | Andrea Gyarmati | Węgry             | 1:06,8 |       |
| 6.      | Heike Hustede   | RFN               | 1:06,9 |       |
| 7.      | Toni Hewitt     | Stany Zjednoczone | 1:07,5 |       |
| 8.      | Helga Lindner   | NRD               | 1:07,6 |       |